# Xavier Morilleau
François Xavier Arthur Florent Morilleau (* 14. Februar 1907 in Legé; † 25. Juni 1996 in Angers) war ein französischer römisch-katholischer Geistlicher und Bischof von La Rochelle.

## Leben
Er empfing am 29. Juni 1937 die Priesterweihe für das Bistum Nantes.
Am 5. Mai 1954 wurde er zum Titularbischof von Ancusa ernannt und zum Koadjutorbischof von La Rochelle bestellt. Die Bischofsweihe spendete ihm am 24. Juni 1954 in der Kathedrale von Nantes Jean-Joseph-Léonce Villepelet, Bischof von Nantes; Mitkonsekratoren waren die Bischöfe Jean-Marie Aubin SM, Apostolischer Vikar der Südlichen Salomonen, und Félix Guiller, Bischof von Pamiers. Mit dem Tod von Bischof Louis Liagre am 10. August 1955 wurde Xavier Morilleau Bischof von La Rochelle.
Am 19. März 1963 verzichtete er auf das Bistum La Rochelle und wurde zum Titularbischof von Colonia in Cappadocia ernannt. Infolge der Bestimmungen Papst Pauls VI. verzichtete er am 10. Dezember 1970 auf das Titularbistum.